# 6317 Dreyfus
A 6317 Dreyfus (ideiglenes jelöléssel 1990 UP3) a Naprendszer kisbolygóövében található aszteroida. Eric Walter Elst fedezte fel 1990. október 16-án.